# Оррантия, Эмилио
Карлос Эмилио Оррантия Тревиньо (исп. Carlos Emilio Orrantía Treviño; род. 1 февраля 1991, Мехико) — мексиканский футболист, полузащитник клуба «Толука».

## Клубная карьера
Оррантия — воспитанник клуба «УНАМ Пумас». 25 апреля 2010 года в матче против «Индиос» он дебютировал в мексиканской Примере. 6 февраля 2011 года в поединке против «Пуэблы» Эмилио забил свой первый гол за «пум». В том же году он стал чемпионом Мексики.
В начале 2014 года Оррантия перешёл в «Толуку» на правах аренды. 19 января в матче против родного УНАМ Пумас он дебютировал за новый клуб.
В начале 2015 года Эмилио перешёл в «Сантос Лагуна». 10 января в поединке против «Веракрус» он дебютировал за новый клуб. В начале 2016 года Оррантия на правах аренды перешёл в «Пуэблу». 7 февраля в матче против «Атласа» он дебютировал за новую команду. Летом 2017 года Эмилио присоединился к столичной «Америке». 30 июля в матче против «Пачуки» он дебютировал за новую команду.

## Международная карьера
В 2011 году Оррантия стал победителем Панамериканских игр в родной Гвадалахаре. На турнире он принял участие в поединках турнира против команд Эквадора, Тринидада и Тобаго и Уругвая.
В 2011 году в составе молодёжной сборной Мексики Эмилио выиграл молодёжный чемпионат КОНКАКАФ в Гватемале. На турнире он сыграл в матчах против команд Кубы, Канады, Коста-Рики и Панамы. В поединке против костариканцев Оррантия  забил гол.
В июле он поехал на Кубок Америки в Аргентину. Эмилио был запасным и дебютировать за сборную Мексики на турнире он так и не смог. В августе Оррантия принял участие в молодёжном чемпионате мира в Колумбии. На турнире он сыграл в матчах против команд Аргентины, Северной Кореи, Англии, Камеруна, Колумбии, Бразилии и Франции. В поединке против Камеруна Эмилио забил гол, а по итогам турнира помог молодёжной национальной сборной завоевать бронзовые медали.

## Достижения
Командные
 «Сантос Лагуна»
- Чемпионат Мексики по футболу — Клаусура 2015

Международные
 Мексика (до 20)
- Чемпионат КОНКАКАФ среди молодёжных команд — 2011
- Чемпионат мира по футболу среди молодёжных команд — 2011